# Парациклотозавр
Парациклотозавр (Paracyclotosaurus) — представитель темноспондилов из среднего триаса. Впервые описан Д. Уотсоном из среднего триаса Восточной Австралии (Новый Южный Уэльс) в 1958 году. Остатки представляли полный скелет в конкреции железняка, обнаруженный ещё в 1914 году. Череп удлинённый, суженный, вздутый в задней части. Задний костный край ушной вырезки широкий, ушная вырезка замкнута. Глазницы некрупные, сближенные, в задней части черепа. Есть 3 пары нёбных клыков и ряд нёбных зубов, параллельный ряду челюстных зубов. Челюстные зубы мелкие. Желобки боковой линии хорошо развиты, скульптура черепных костей сетчато-гребнистая. Нижняя челюсть высокая в задней части, с выпуклым нижним краем; венечный отросток без зубов. Гипоцентры позвонков не образуют полных дисков. Скапулокоракоид слабо окостеневший. Плечевая кость широкая, уплощённая, бедренная кость узкая. Тело уплощённое, несколько передних рёбер расширены. Хвост недлинный, уплощённый. Позвонки туловищного отдела стереоспондильные, хвостовые — рахитомные. Сохранились отпечатки шкуры, покрытой мелкими, не перекрывающимися овальными чешуйками, размером до 9 мм. Гастралии не обнаружены. Длина черепа 60 см, высота 22 см, ширина в районе затылка 44 см. Общая длина была около 225—275 см, в зависимости от возможной длины хвоста. Водное животное, по-видимому, не выходившее на сушу (хотя Уотсон считал его способным к ползанию по земле, охотиться на берегу он не мог). Рыбоядный хищник. Типовой вид — P. davidi.
Обычно включался в семейство Cyclotosauridae, но 1966 году В. Очев выделил парациклотозавра в особое семейство Paracylotosauridae. Современные авторы часто включают его в семейство Mastodonsauridae.
В 2003 году второй вид — P. morganorum — был описан из зоны Cynognathus (поздний анизий, средний триас) Южной Африки. Известна большая часть черепа. Размеры несколько мельче (череп около 50 см длиной), череп более плоский, ушные вырезки не вполне замкнуты. К этому же роду может принадлежать Parotosuchus crookshanki из среднего триаса Индии. Таким образом, род представляет собой гондванскую линию мастодонзаврид.
Ближайший родич парациклотозавра — джаммербергия (Jammerbergia formops) — крупный, с черепом около 1 метра длиной, мастодонзаврид из среднего триаса ЮАР. Кроме того, в семейство Paracylotosauridae включают род Stanocephalosaurus, обнаруженный как в Северном полушарии (Аризона), так и в Австралии и Индии.